# Checkpointremmer
Checkpointremmers of checkpoint-inhibitoren (Engels: immune checkpoint blockade) zijn een vorm van immuuntherapie tegen kanker. Het afweersysteem beschikt over verschillende 'checks en balances' die voorkomen dat immuuncellen overmatig reageren tegen het eigen lichaam. Sommige vormen van kanker maken hier gebruik van: ze beschermen zich tegen het immuunsysteem door dergelijke checkpoints te stimuleren (door PD-L1 tot expressie te brengen). Door kankerpatiënten te behandelen met remmers van checkpointreceptoren, wordt als het ware de rem van het immuunsysteem gehaald, en zullen de kankercellen veel effectiever worden aangevallen. Het eerste antikankermedicijn dat via dit mechanisme werkt heet ipilimumab, een CTLA4-blokker die in 2011 op de markt werd gebracht.
De checkpoint-remmers die tot dusver beschikbaar zijn, richten zich op de moleculen CTLA4, PD-1 en PD-L1. PD-1 is een membraaneiwit dat voorkomt op diverse immuuncellen, waaronder cytotoxische T-cellen. Wanneer de PD-1-receptor door een ligand (PD-L1) wordt gebonden, zal de cel niet meer in actie komen. Met andere woorden, een geactiveerde PD-1-receptor houdt de immuunrespons stil. Sommige kankercellen brengen het ligand voor PD-1 hoog tot expressie. Hiermee onderdrukken ze T-cellen die de kankercel anders zou aanvallen. Antilichamen die aan PD-1 of PD-L1 binden, en daardoor deze interactie blokkeren, kunnen de T-cellen in staat stellen de tumor aan te vallen.
De combinatie van checkpointremmers voor zowel CTLA-4 als PD-1 wordt beschouwd als een doorbraak in de immunotherapie tegen kanker. Vooral een (gemetastaseerd) melanoom en longkanker, tot voor kort nauwelijks behandelbaar, hebben dankzij checkpointremmers een veel betere prognose, en leiden soms zelfs tot vergaande remissie op lange termijn. De immunologen James P. Allison en Tasuku Honjo ontvingen in 2018 de Nobelprijs voor Fysiologie of Geneeskunde voor hun werk aan de mechanismen achter checkpointblokkade.